# Rio Priuli ou de Santa Sofia
Ne doit pas être confondu avec rielo Priuli ou riello de Santa Sofia.

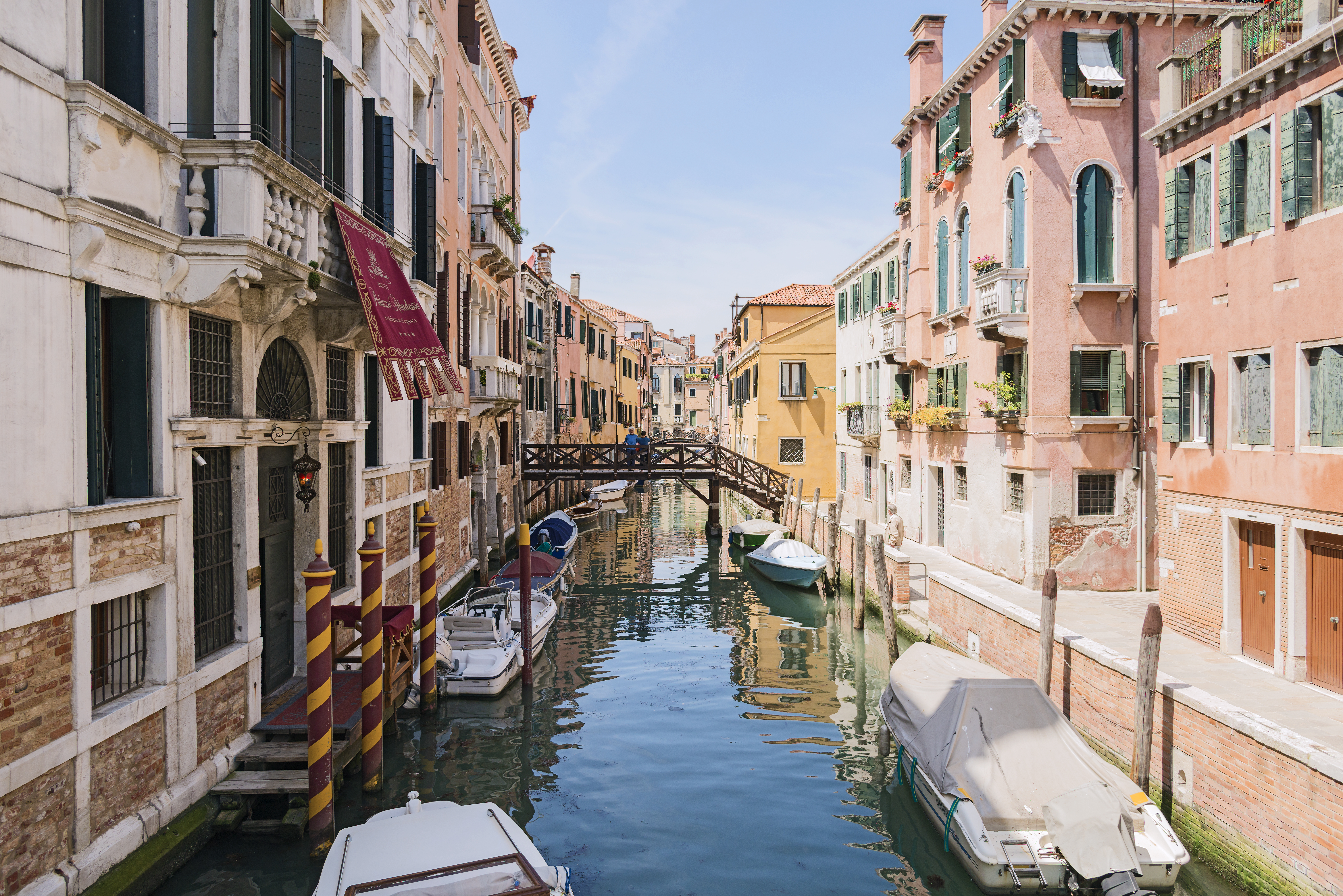
Le rio Priuli et le Palais Priuli Stazio.

Le Rio Priuli ou rio de Santa Sofia est un canal de Venise dans le sestiere de Cannaregio en Italie.

## Toponymie
Les Priuli furent une famille noble hongroise venue à Venise vers 1100 et qui ont fourni plusieurs doges à la cité. Le palais Priuli Scarpon, avec façade sur ce rio et en leur possession depuis 1361 et reconstruit au XVIe siècle fut détruit par un incendie en 1739.

## Description
Le Rio Priuli a une longueur de 191 m. Il part du Rio de San Felice vers le sud-est pour se terminer dans le rio de l'Acqua Dolce.
Ce canal rencontre deux rios sur son flanc nord, d'ouest en est:
- le rio de la Racheta ;
- le riello de Santa Sofia.

### Rio dei Franceschi

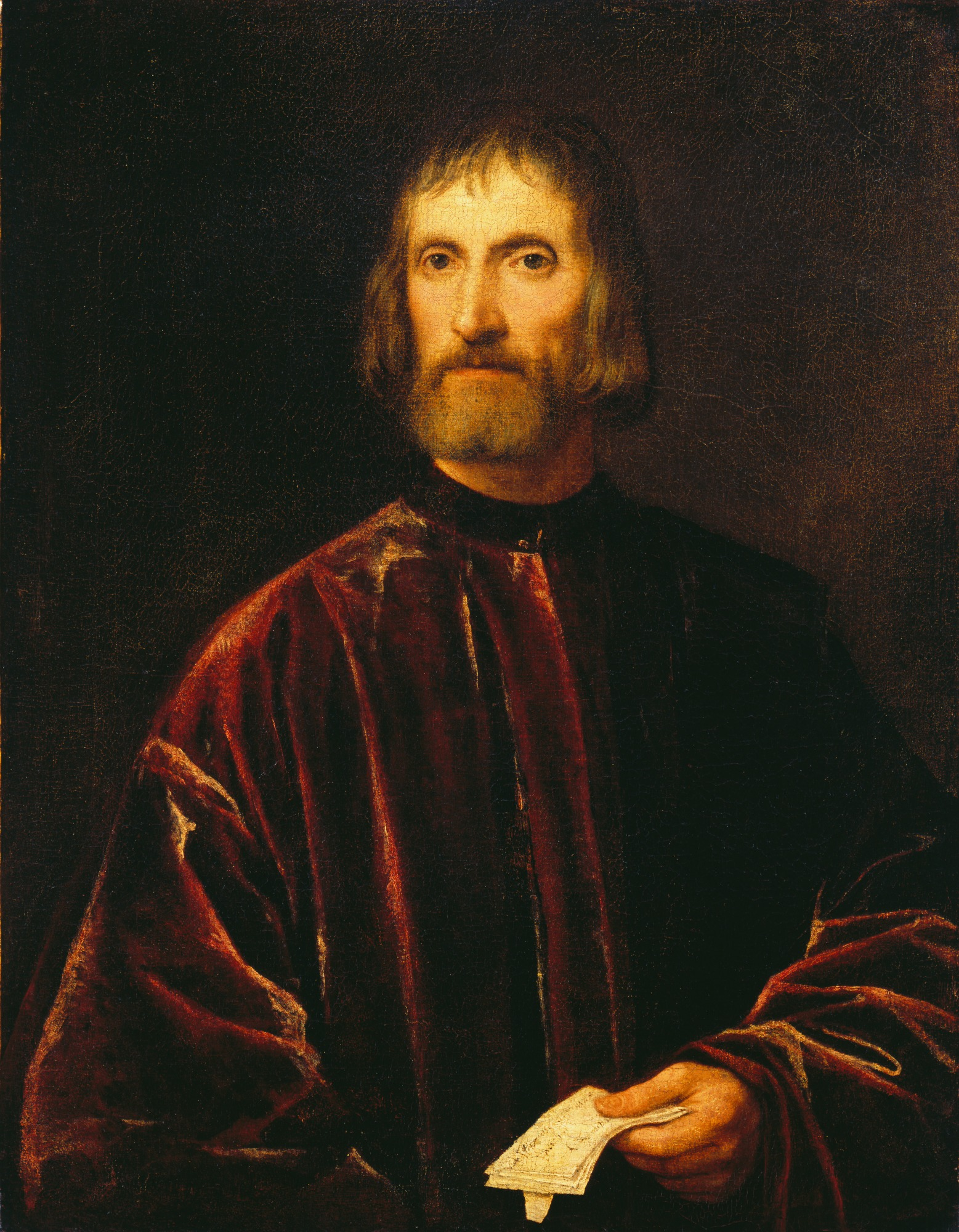
Andrea Franceschi peint par le Titien

Jadis, le Rio dei Franceschi prolongeait le Rio Priuli ou de Santa Sofia vers l'est à la calle Verdi par un chemin rectiligne pour aboutir dans le Rielo del Barba Frutariol (enterré en 1776). Le rio fut traversé par un petit pont de pierre, le Ponte dei Franceschi à la Salizada del Pistor et la ramo Barbaro.

En 1806, le rio dei Franceschi' fut enfoui et le Rio Terà dei Franceschi créé.

Les Franceschi furent une famille noble de Venise, dont le plus illustre membre fut Andrea Franceschi (1472-1551), grand chancelier élu en 1529, peint à deux reprises par son ami Titien.

## Situation et édifices remarquables
- la Fondamenta Priuli ;
- le palais Benedetti.
- Le palais Priuli Stazio (Abadessa)

### Ponts
Ce canal est traversé par deux ponts, d'ouest en est:
- ponte Priuli, reliant la calle' éponyme à la calle de la Racheta
- Ponte de le Vele, reliant la calle éponyme au fondamenta Priuli. Le nom vele renvoie à des fabricants de voiles de bateau
- Ponte Priuli a Santa Sofia, reliant le campiello Priuli à la  calle dei Albanesi

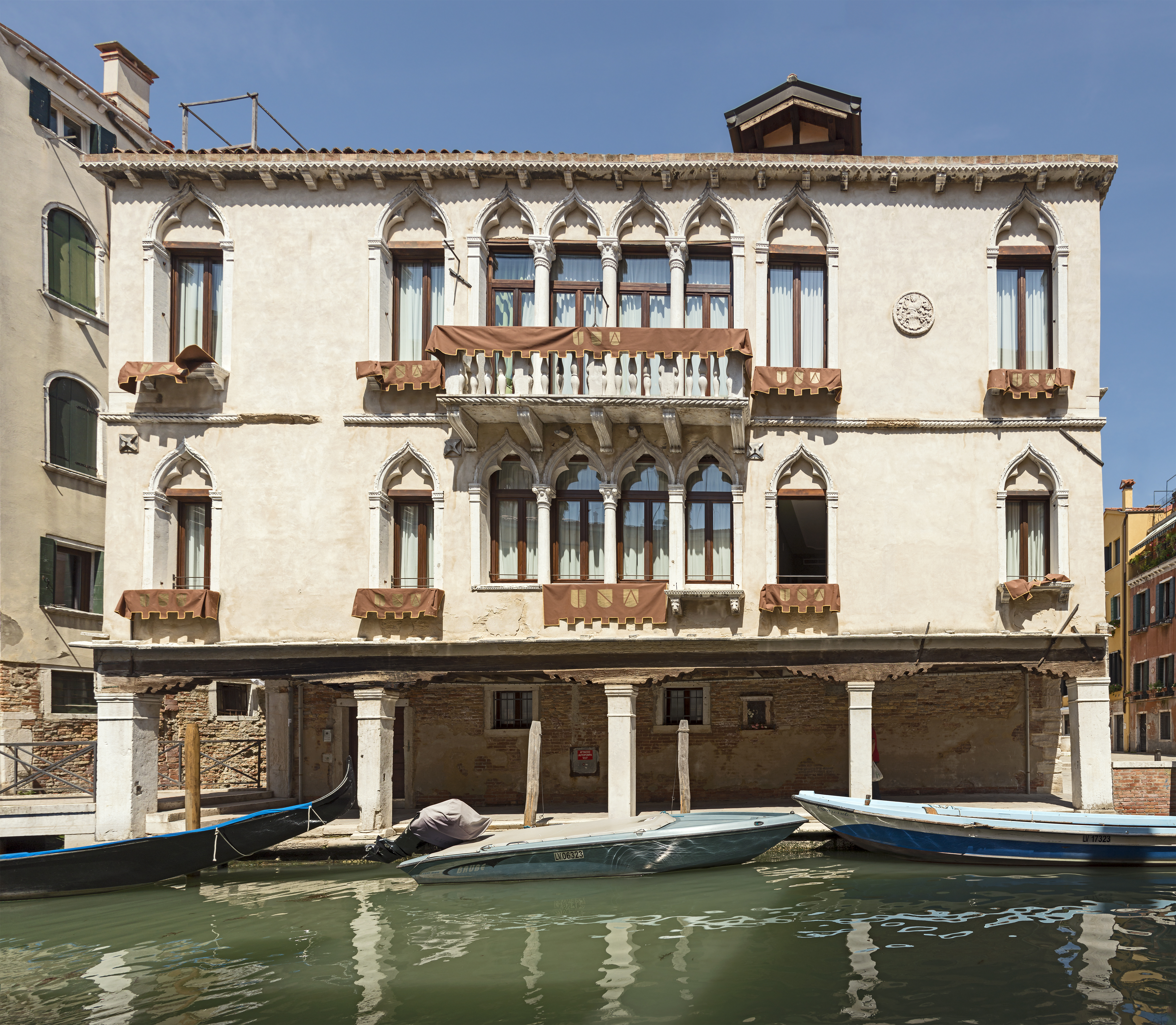
Le Palazzetto Benedetti
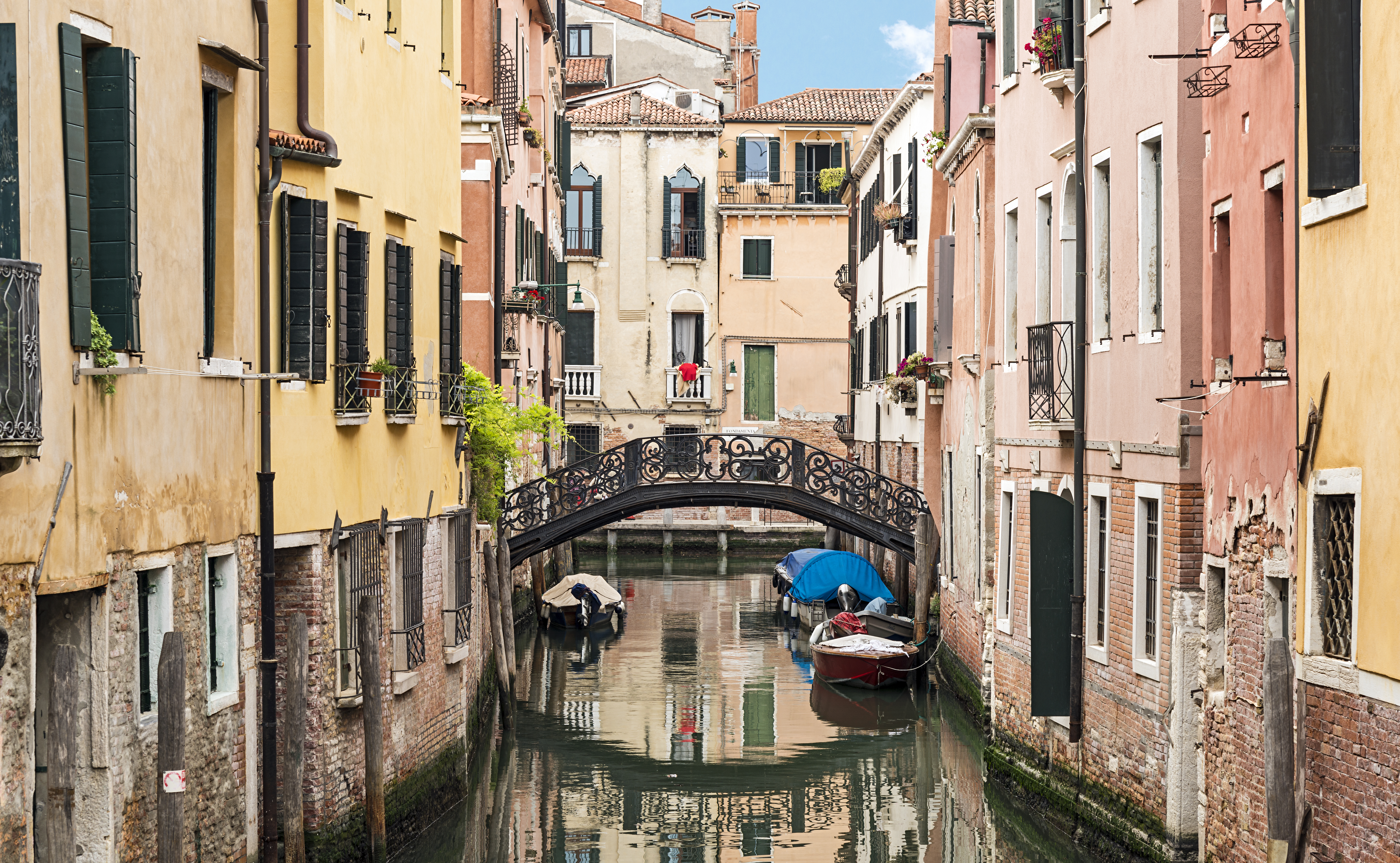
ponte Priuli
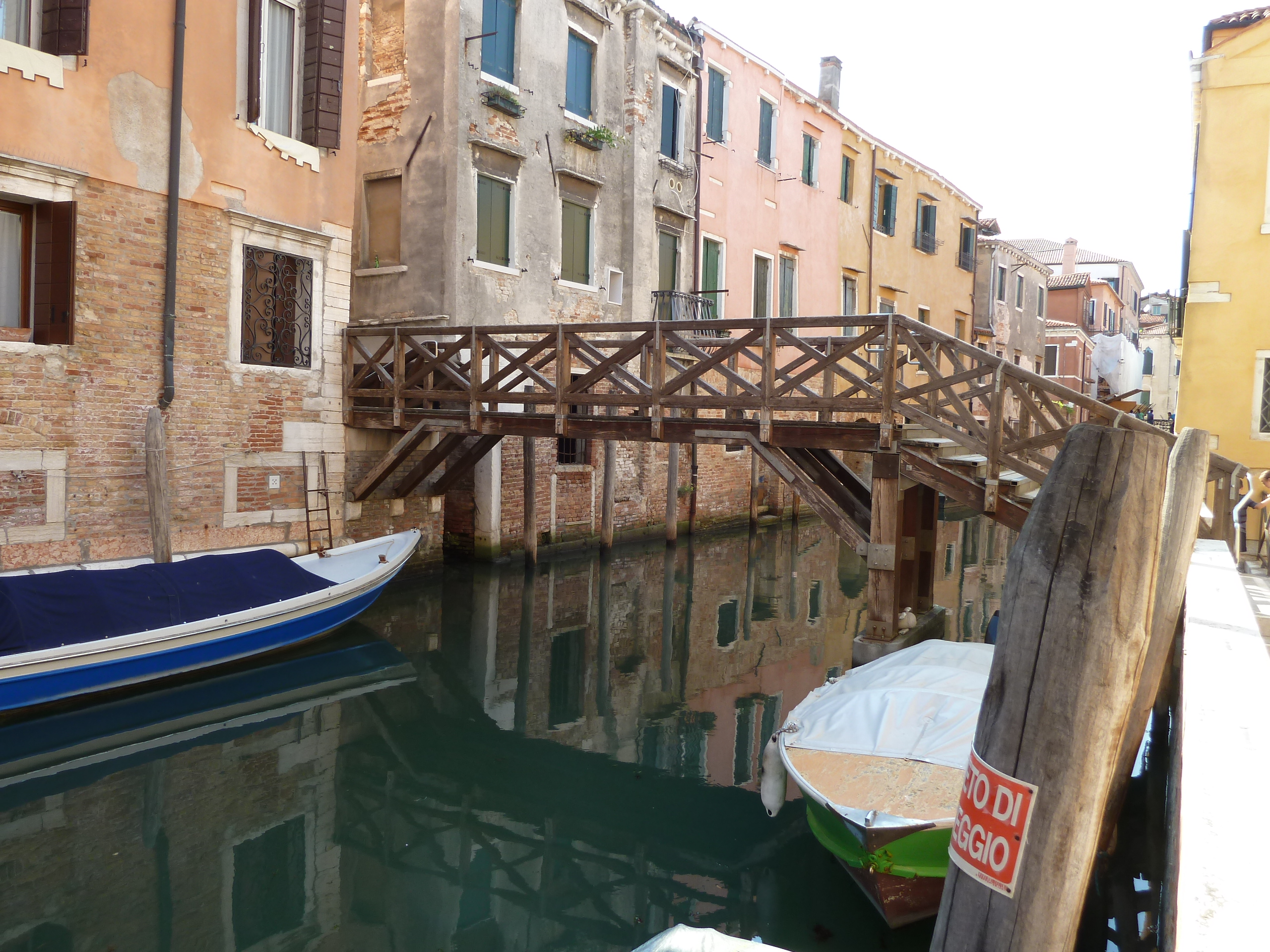
Ponte de le Vele
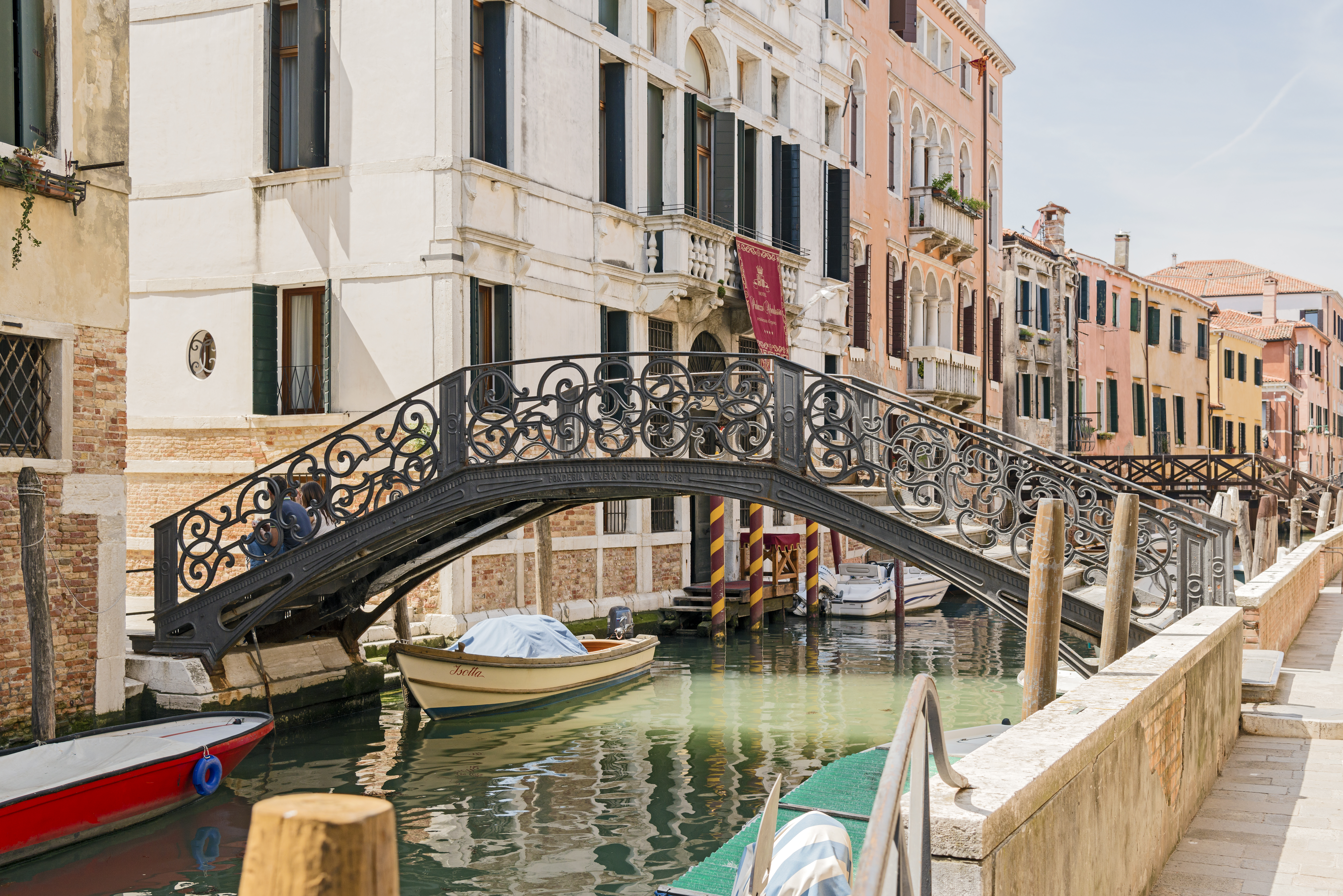
Ponte Priuli a Santa Sofia